# Souaken (kommun)
Souaken (franska: Souaken (CR), Souaken (Commune Rurale), arabiska: ريصانة الجنوبية) är en kommun i Marocko.   Den ligger i provinsen Larache och regionen Tanger-Tétouan-Al Hoceïma, i den norra delen av landet, 150 km nordost om huvudstaden Rabat. Antalet invånare är 12 362.